# Perigosa
Perigosa é um filme pornográfico de 2007 que marcou a estreia de Regininha Poltergeist no cinema pornô brasileiro. Foi lançado diretamente em DVD pela produtora de filmes pornográficos Brasileirinhas.